# Nicolás Gaitán
Osvaldo Nicolás Fabián Gaitán (sinh ngày 23 tháng 3 năm 1988) ở quận San Martín, Buenos Aires, Argentina) là một cầu thủ bóng đá người Argentina, chơi ở vị trí tiền vệ trung tâm cho câu lạc bộ Peñarol ở giải VĐQG Uruguay, Gaitán cũng được gọi vào đội tuyển Argentina thi đấu một số trận.

## Sự nghiệp
Nicolas Gaitan có phong độ cao trong màu áo đội bóng thủ đô Bồ Đào Nha, và vì thế anh đã lọt vào mắt xanh của những nhà tuyển trạch. Tuyển thủ Argentina đã gia nhập Benfica từ câu lạc bộ Boca Juniors mùa hè năm 2010 với mức phí chuyển nhượng 8,4 triệu Euro nhằm thay thế cho Ángel Di María và tới nay anh đã chiếm được vị trí chính thức trong đội hình của huấn luyện viên Jorge Jesus.
Trong cúp C1, anh đã kiến tạo đường chuyền giúp Oscar Cardozo ghi bàn mở tỉ số trong trận hòa 1-1 của Benfica với M.U thuộc lượt trận đầu tiên vòng bảng Champions League mùa 2011. Không chỉ có đường chuyền thành bàn mà Nicolas Gaitan đã thi đấu nổi bật suốt trận đấu. Và màn trình diễn xuất sắc của tiền vệ sáng tạo người Argentina đã gây ấn tượng rất mạnh với Alex Ferguson. Huấn luyện viên của MU là Alex Ferguson đã để mắt tới Gaitan và sẽ tiếp tục theo dõi tiền vệ này trong mùa giải tới. Với sự đa năng của Gaitan - có thể chơi cả hai cánh cũng như trung tâm hàng tiền vệ và là một sự thay thế cho Paul Scholes.

### Bàn thắng quốc tế
Scores and results list Argentina's goal tally first.
| # | Ngày                 | Địa điểm                          | Đối thủ   | Bàn thắng | Kết quả | Giải đấu |
| - | -------------------- | --------------------------------- | --------- | --------- | ------- | -------- |
| 1 | 14 tháng 10 năm 2014 | Sân vận động Hồng Kông, Hồng Kông | Hồng Kông | 3–0       | 7–0     | Giao hữu |
| 2 | 14 tháng 10 năm 2014 | Sân vận động Hồng Kông, Hồng Kông | Hồng Kông | 6–0       | 7–0     | Giao hữu |

## Thành tích
Tính đến ngày 20 tháng 5 năm 2016
| CLB             | Mùa             | Giải | Giải | Cup  | Cup | Cúp liên đoàn | Cúp liên đoàn | Liên lục địa | Liên lục địa | Khác | Khác | Tổng | Tổng |
| CLB             | Mùa             | Trận | Bàn  | Trận | Bàn | Trận          | Bàn           | Trận         | Bàn          | Trận | Bàn  | Trận | Bàn  |
| --------------- | --------------- | ---- | ---- | ---- | --- | ------------- | ------------- | ------------ | ------------ | ---- | ---- | ---- | ---- |
| Boca Juniors    | 2007–08         | 1    | 0    | —    | —   | —             | —             | 0            | 0            | —    | —    | 1    | 0    |
| Boca Juniors    | 2008–09         | 32   | 5    | —    | —   | —             | —             | 11           | 1            | —    | —    | 43   | 6    |
| Boca Juniors    | 2009–10         | 33   | 7    | —    | —   | —             | —             | 2            | 0            | —    | —    | 35   | 7    |
| Boca Juniors    | Tổng            | 66   | 12   | —    | —   | —             | —             | 13           | 1            | —    | —    | 79   | 13   |
| Benfica         | 2010–11         | 26   | 7    | 5    | 1   | 3             | 0             | 13           | 1            | 1    | 0    | 48   | 9    |
| Benfica         | 2011–12         | 25   | 3    | 1    | 0   | 4             | 0             | 14           | 1            | —    | —    | 44   | 4    |
| Benfica         | 2012–13         | 23   | 3    | 6    | 1   | 2             | 0             | 13           | 1            | —    | —    | 44   | 5    |
| Benfica         | 2013–14         | 26   | 4    | 5    | 1   | 2             | 1             | 10           | 2            | —    | —    | 43   | 8    |
| Benfica         | 2014–15         | 27   | 4    | 2    | 0   | 2             | 0             | 5            | 0            | 1    | 0    | 37   | 4    |
| Benfica         | 2015–16         | 25   | 4    | 1    | 0   | 2             | 3             | 8            | 4            | 1    | 0    | 37   | 11   |
| Benfica         | Tổng            | 152  | 25   | 20   | 3   | 15            | 4             | 63           | 9            | 3    | 0    | 253  | 41   |
| Atlético Madrid | 2016–17         | 0    | 0    | 0    | 0   | —             | —             | 0            | 0            | —    | —    | 0    | 0    |
| Tổng thành tích | Tổng thành tích | 218  | 37   | 20   | 3   | 15            | 4             | 76           | 10           | 3    | 0    | 332  | 54   |

### Đội tuyển quốc gia
Tính đến 11 tháng 10 năm 2016
| Đội tuyển quốc gia | Năm       | Trận | Bàn |
| ------------------ | --------- | ---- | --- |
| Argentina          | 2009      | 1    | 0   |
| Argentina          | 2010      | 2    | 0   |
| Argentina          | 2011      | 3    | 0   |
| Argentina          | 2014      | 3    | 2   |
| Argentina          | 2015      | 2    | 0   |
| Argentina          | 2016      | 8    | 0   |
| Tổng cộng          | Tổng cộng | 19   | 2   |